# I.o.You
I.o.You（アイオーユー）は、日本の2人組音楽ユニットである。
レーベル・事務所はInnocent Eyes。2017年に活動開始。公式ファンクラブは「Web I.o.You」

## 概要
2017年、元 X JAPANの音楽プロデューサー 津田直士と、松任谷由実「水の影」カバー（松任谷正隆プロデュース）でキャリアスタートした井上水晶がソニーミュージックグループのmora内にオープンした、ハイレゾ専門レーベルOnebitious Records から「ツダミア」という音楽ユニットとして活動をスタート。
その後moraからの楽曲配信と東京都内を中心としたワンマンライブを重ねた後、全世界展開を意図し、2019年9月から名前を「I.o.You」に変え、Webを駆使し、さらに積極的なアーティスト活動を展開。

## 来歴
2016年5月、シンガーソングライター井上水晶と作曲家・音楽プロデューサー津田直士が生み出したい作品と音楽への想いが一致していることに気づき、音楽ユニット「津田直士井上水晶（TsudaMia）」を結成し、ラジオ番組 すまいるエフエム「Dear Yuming」をスタートさせる（2017年5月まで放送）。
2017年7月7日にユニット名を「ツダミア」と変更し、本格的な活動を開始と同時に公式サイトをオープン。「世の中の流行りや都合とは関係なく、自分たちが“100年残る”と確信できる作品だけを生み出して限りなく生に近い状態で伝えていく」という音楽への深い信念とこだわりが活動の背景にある。
2019年には、公式ファンクラブ「Web I.o.You」内にてツダミアラジオをスタート。8月に、館山のひふみ養蜂園にて行われたライブで、活動名をI.o.Youへ改名することが発表され、公式サイトにて新有料会員向けサイトがオープン。11月には吉祥寺で初のファンイベントを開催し、大成功に終わる。
2020年世界中が新型コロナウイルス感染症で制限がかかる中、4月より、Webを中心に生配信番組に積極的に取り組み、ファンとの交流を深める。5月からはAnming YouTube Liveを開始、10月に公式サイトをリニューアル。
2021年2月23日に配信リリースした「祈りの国」は東日本大震災をテーマにした楽曲で、河北新報に記事が掲載された。

## ディスコグラフィー
2016年
- 6月6日 『何もいらない』発売
- 7月29日 『Mothers』発売

2017年
- 7月7日 『人魚姫のアリア/私の潮騒』Onebitious Recordsより配信
- 9月22日 『Dear～時を超える贈りもの/あいまいなリズム』Onebitious Recordsより配信

2018年
- 1月22日 『青春が悲しすぎて/プレイリスト』Onebitious Recordsより配信
- 7月18日 『Live at The Glee』発売 (「想い出に変わるまで」収録)Onebitious Recordsより配信
- 12月12日　CD 『一(ひとつ)』発売

2020年
- 1月11日　CD 『未完の日々』発売
- 2月8日　CD 『Acoustic I.o.You』発売
- 3月28日  アーティストBOOK 『未完の日々～水晶と芸術～』発売
- 9月20日　CD 『Anming Dream by I.o.You』発売

2021年
- 1月23日 『いつも心にある海』配信リリース
- 2月23日 『祈りの国』配信リリース
- 3月31日 『Over the pain』配信リリース
- 7月7日 『300 Years』配信リリース

2022年
- 1月15日　ミニCDアルバム『Music is love』発売
- 5月13日 『あなたの情熱を守りたい』配信リリース
- 7月17日 『空を描こう』配信リリース
- 9月9日 『さよならの時間』配信リリース

2023年
- 4月21日 『春が来る 君がいる』配信リリース

## ライブ
2016年
- 8月6日 ワンマンライブ開催＠東京 紀尾井町サロンホール

2017年
- 2月19日 楽演団、五束六文公演オープニングアクト出演＠六本木 CLAPS
- 7月7日 ツダミア公式ページオープンと同時に、井上水晶ソロライブ開催
- 7月24日 ツダミアライブ開催（鈴木孝彦との2マンライブ）＠神楽坂 TheGlee
- 8月27日 ツダミア デビュー記念ミニコンサート＠館山 ひふみ養蜂園
- 10月1日 ツダミア ワンマンライブ「Dear・・・」＠神楽坂 TheGlee

2018年
- 1月13日、1月14日 ワンマンライブ 2018「Innocent Eyes」＠神楽坂 TheGlee　ゲストミュージシャン 荒谷みつる
- 5月4日 「Live Innocent Eyes 0504 ～4アーティストの『心が震える作品』感じていただくライブイベント ～ Presented by NaoshiTsuda」 ＠南青山マンダラ
- 8月9日 「ツダミア Live 0809 館山の夏休み」＠館山 ひふみ養蜂園
- 8月31日 「TSUNAGU exhibition xFLAT. Launch party」ミニライブ ＠青山
- 9月24日 「ミュージックタペストリー」＠神楽坂 TheGlee
- 10月8日　鈴木孝彦×津田直士×ツダミア:スペシャルライブ(昼、夜2回公演)
- 11月11日 「[Live Oneness1111」～「Dear」が繋ぐツダミア、うにピアニスト、そして館～]
- 12月23日 「秘密のクリスマスLive ＆ Party with ツダミア ＆ 鈴木孝彦」

2019年
- 1月28日 ツダミア北海道ライブ(ジョイント 鈴木孝彦)
- 2月23日 ツダミア&うにピアイスト（鈴木孝彦）ジョイントライブ＠館山 ひふみ養蜂園
- 4月20日 「BLUE BLOOD 30th Anniversary at The GLEE」＠神楽坂 The Glee
- 8月9日 ライブ実施＠館山 ひふみ養蜂園。その際に「300Years」初披露。
- 10月6日 I.o.Youライブ開催＠銀座Sony Park
- 10月26日 I.o.You初ライブ「Love No Limit2019」(2ステージ)＠Shibuya JZ Brat

2020年
- 1月11日「I.o.You Presents Naoshi Tsuda ＆ Mia Inoue on Piano at TheGlee」＠神楽坂 TheGlee
- 2月8日 高橋ゆうや Presents FUYU NO-OTOイベント出演＠早稲田 RiNen
- 12月19日 Web.I.o.You クリスマスライブ・オンラインオフ会　その際に「いつも心にある海」初披露

2021年
- 1月10日 オンラインライブ「Live Anming Dream」生配信

2022年
- 1月15日 ワンマンライブ「青山で会いましょう」＠青山 月見ル君想フ
- 7月16日 ワンマンライブ0716 ～海の記憶と共に～＠神楽坂 The Glee（会場側の都合により中止）

2023年
- 4月22日 ワンマンライブ 0422“Chill Dream Journey”開催＠原宿 ストロボカフェ